# Apterona stauderi
Apterona stauderi är en fjärilsart som beskrevs av Eugen Wehrli 1923. Apterona stauderi ingår i släktet Apterona och familjen säckspinnare. Inga underarter finns listade i Catalogue of Life.